# Incurviseta vittigera
Incurviseta vittigera är en tvåvingeart som beskrevs av Malloch 1927. Incurviseta vittigera ingår i släktet Incurviseta och familjen lövflugor. Inga underarter finns listade i Catalogue of Life.